# International Folkebåd
International Folkebåd, også kaldet IF-båd, (eng. IF-boat eller IF-cruiser) er en 26-fods sejlbåd. Oprindeligt var det meningen, at den skulle kaldes "International Folkebåd," men efter protester fra det Nordiske Folkebådsforbund, bliver den oftest omtalt "IF."
IF'eren sejles af en besætning på to eller tre mand. Den kan også sejles af en enkelt person, hvis den er rigtigt indrettet. 
I modsætning til den Nordiske Folkebåd, som er en klinkbygget træbåd, er IF'erens skrog konstrueret i glasfiberforstærket polyester, og har en rig af aluminium eller træ. Den findes også med indenbords motor. Så hedder båden IF-Export. En lidt mere luxuriøs udgave af båden er Marieholm 26, der er en anelse længere i skroget og har en lidt længere ruf hvilket giver bedre plads i cockpittet og om læ.
IF'eren er anerkendt som entypebåd, i Danmark, samt i en række andre lande, bl.a. Sverige, Norge, Tyskland og Holland.

## Historie
IF'eren er tegnet af Tord Sundén i 1967. Den er tegnet med forlæg efter Nordisk Folkebåd, og holder i store træk de samme mål som denne, efter der var stor diskussion om den Nordiske Folkebåd med Det Skandinaviske Sejlforbund. 
Ca. 3.500 både blev bygget på Marieholms Bruk frem til 1984. Enkelte både er desuden bygget på licens andre steder i verden, f.eks. Australien. Langt de fleste, 2.225 både, findes i Sverige. I Danmark er der ca. 325 IF'ere.
1970'erne var bådens storhedstid set med producenternes øjne med år 1975 i toppen med 552 producerede både.
I år 1970 blev IF'eren en national entypeklasse i Sverige, og senere også i Danmark, Norge og Tyskland. 
I Danmark, Norge og Sverige findes et organiseret samarbejde under navnet "Nordisk IFRA." Her arbejdes hovedsageligt på at harmonisere klasseregler og organisere kapsejladser, så de både kan sejle nationale og internationale kapsejladser.

## Langfart med IF'eren
IF'eren er trods sin ringe størrelse også populær som langfartsbåd. Det er den robuste langkøl, som skaber en meget kursstabil og kun lidt krængende båd, der kan takkes for dette. Udover, at båden er stabil, er den også meget sikker og derfor et perfekt valg til en familie med børn eller andre personer, der ikke er vant til at færdes til søs.

## Eksterne links
- https://www.ifklubben.dk/